# Pygopleurus nabataensis
Pygopleurus nabataensis es una especie de coleóptero de la familia Glaphyridae.

## Distribución geográfica
Habita en Jordania.